# Jalmenus aenus
Jalmenus aenus är en fjärilsart som beskrevs av Johann Gottlieb Otto Tepper. Jalmenus aenus ingår i släktet Jalmenus och familjen juvelvingar. Inga underarter finns listade i Catalogue of Life.